# Agnieszka Bartol (ur. 1972)
Agnieszka Bartol (wcześniej Bartol-Saurel; ur. 10 lipca 1972 w Warszawie) – polska urzędniczka unijna i państwowa, sekretarz stanu w Kancelarii Prezesa Rady Ministrów (2024), stały przedstawiciel RP przy UE (od 2024).

## Życiorys
Absolwentka Uniwersytetu w Nancy i Kolegium Europejskiego w Natolinie. Pracowała w administracji tej ostatniej placówki (1998–2000) i jako analityk w Urzędzie Komitetu Integracji Europejskiej (2000–2002). Od 2002 do 2003 zatrudniona w sekretariacie Konwentu Europejskiego. W 2003 podjęła pracę w Radzie Unii Europejskiej, początkowo w Sekretariacie Generalnym, odpowiadając m.in. za politykę spójności, finanse i organizację. W 2016 została szefem gabinetu przewodniczącego Rady, natomiast w 2023 dyrektorką generalną ds. komunikacji i informacji. Współautorka książki dotyczącej Konstytucji dla Europy.
16 lutego 2024 została powołana na stanowisko sekretarza stanu w Kancelarii Prezesa Rady Ministrów, odpowiedzialnego za kwestie ekonomiczne i prawne związane z Unią Europejską oraz polską prezydencję w Radzie Unii Europejskiej w pierwszej połowie 2025. Została odwołana z funkcji 19 października 2024. W 22 października 2024 objęła kierownictwo Stałego Przedstawicielstwa RP przy Unii Europejskiej w Brukseli. 31 marca 2025 formalnie została mianowana Ambasadorem Nadzwyczajnym i Pełnomocnym – Stałym Przedstawicielem Rzeczypospolitej Polskiej przy Unii Europejskiej w Brukseli.
Mówi po angielsku i francusku (biegle) oraz włosku i rosyjsku. Córka Danuty i Wiktora. Matka dwóch córek.